# Johannes Jacobus Le Roux
Johannes Jacobus Le Roux (Heidelberg, 12 aprile 1920 – promontorio di Selsey Bill, 19 settembre 1944) è stato un aviatore sudafricano, asso dell'aviazione e pilota militare di grande esperienza della Royal Air Force partecipò alla seconda guerra mondiale, venendo decorato più volte per il valore dimostrato in combattimento. Durante le campagne a cui prese parte riportò 18 vittorie confermate.

## Biografia

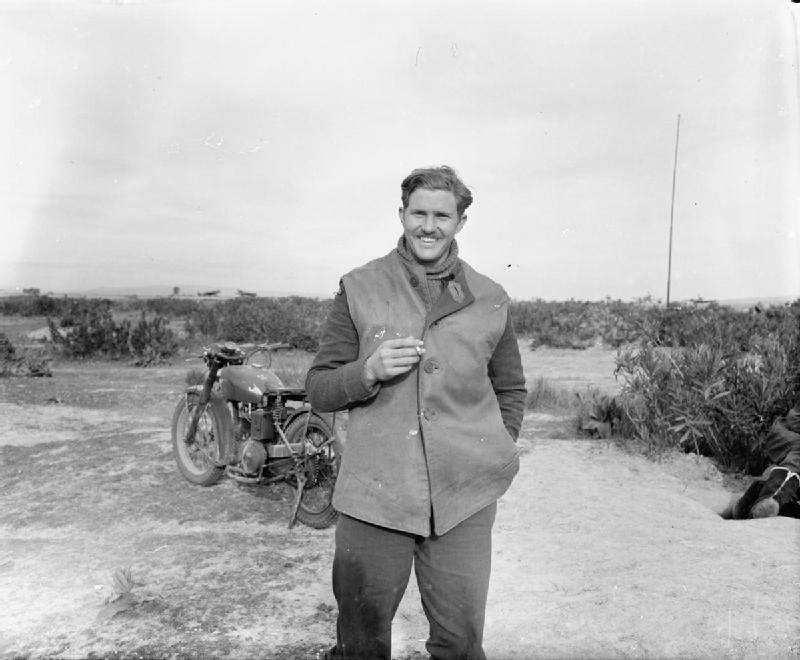
Lo squadron leader Johannes Jacobus Le Roux di fronte alla sua motocicletta a Souk el Khemis, durante il corso della campagna tunisina.

Nacque a Heidelberg, nella provincia di Gauteng, (Transvaal, Sudafrica) il 12 aprile 1920. Da giovane frequentò le scuole di Springs e di Durban, per poi lavorare come apprendista presso le Springs Mines, risparmiando il denaro per un viaggio nel Regno Unito. Assieme ad un amico fece domanda per entrare nella South African Air Force, ma essa venne respinta a causa del piccolo bilancio a disposizione della forza aerea. Entrambi i giovani si arruolarono nella Royal Air Force nel febbraio 1939. Dopo il completamento della formazione, fu inviato presso il No. 73 Squadron, dotato dei caccia Hawker Hurricane appartenente all'A.A.S.F. (Advanced Air Striking Force) in Francia. Soprannominato dai compagni "Chris" entrò in azione quando i caccia dell'A.A.S.F. dovettero coprire l'evacuazione del personale di terra della Royal Air Force, e delle tre rimanenti divisioni di fanteria britanniche. Verso la fine del mese di maggio 1940 rimase ferito, trascorrendo sei settimane in ospedale. Il No.73 Squadron fu ufficialmente ritirato dalla Francia il 17 giugno 1940. Durante il rientro verso l'Inghilterra una tragedia colpì tale reparto in quanto con l'affondamento della HMS Lancastria, avvenuto al largo della costa di Saint Nazaire, perirono circa 40 persone appartenenti al suo personale a terra. Partecipò successivamente alle varie fasi della battaglia d'Inghilterra volando sugli Hurricane.
Rientrato in servizio divenne istruttore per poco tempo in una base vicino a Chester, e nel febbraio 1941 fu inviato alle No.91 Squadron, basato sulla RAF Hawkinge e equipaggiato con i caccia Supermarine Spitfire Mk.V.  Nel mese di dicembre dopo essere stato decorato con la Distinguished Flying Cross, fu mandato per tre mesi, come istruttore, presso la No.55 OTU rimanendovi fino a marzo 1942, quando fu inviato presso l'industria motoristica Rolls-Royce. Si riunì, in qualità di soprannumerario, al No. 91 Squadron "Nigeria" nel settembre dello stesso anno. Durante la permanenza presso il No.91 Squadron partecipò a ben 200 missioni, che comprendevano ricognizioni, mitragliamenti a bassa quota, scorta ai bombardieri, e attacchi contro aeroporti e installazioni nemiche.
Nel gennaio 1943 fu inviato al Nord Africa per unirsi al No.111 Squadron, assumendo il comando di questa unità il giorno 26, e guidandola in combattimento per il resto della campagna tunisina terminata il 30 aprile. Al termine della campagna divenne controllore della caccia, iniziando il terzo ciclo operativo nel luglio 1944 quando assunse il comando del No. 602 Squadron "City of Glasgow" in terra francese. Il 17 luglio, dopo aver abbattuto un caccia Messerschmitt Bf 109, iniziò a mitragliare una serie di obiettivi al suolo. Tra quelli colpiti vi era l'auto personale, una Horch, del Feldmaresciallo Erwin Rommel comandante del Gruppo di Armate B della Wehrmacht, in Normandia. Il feldmaresciallo stava rientrando al suo Quartier generale di La Roche-Guyon dopo aver effettuato una visita al comando operativo del I SS-Panzerkorps. Secondo altre fonti in realtà l'attacco sarebbe stato eseguito dagli altri due piloti del No. 602 Squadron, l'aspirante ufficiale Jacques Remlinger e il Flying Officer Bruce John Oliver
Nei pressi di Sainte-Foy-de-Montgommery la vettura fu colpita dal fuoco dei cannoncini del suo aereo, e seppur ferito gravemente, l'autista riuscì a mantenere parzialmente il controllo andando ad urtare contro il tronco di un albero, sul lato opposto della strada. Rommel riportò la frattura del cranio e alcune altre ferite, perdendo i sensi, ma sopravvisse. Il 19 settembre Le Roux decollò dal campo di aviazione in Normandia per recarsi in Gran Bretagna. A causa del maltempo imperante, non riuscì a raggiungere la destinazione e fu dato per disperso. Il suo aereo cadde vicino al promontorio di Selsey Bill, nel West Sussex. Lasciava una moglie inglese e due figli, residenti in quel momento nello Shropshire.
A quella data il suo palmarès vantava 18 vittorie certe, 2 probabili e 8 aerei danneggiati.  Johannes Jacobus "Chris" Le Roux è ricordato sul Pannello 200 del Runnymede Memorial.

## Promozioni
- Pilot Officer il 28 febbraio 1940
- Flying Officer il 28 febbraio 1941
- Flight Lieutenant il 28 febbraio 1942
- Squadron Leader nel settembre 1942

### Annotazioni
1. ↑  Con tale nome fu conosciuto durante tutto il suo servizio nella R.A.F.
2. ↑  Secondo alcune fonti durante i combattimenti sui cieli dell'Inghilterra fu abbattuto per ben 12 volte, sopravvivendo sempre.
3. ↑  In questo periodo abbatté il suo primo Messerschmitt Bf 109E il 17 agosto 1941, un altro il giorno 29, due il 4 settembre, uno il 28 ottobre e uno l'11 novembre.
4. ↑  In qualità di collaudatore della nuova versione dello Spitfire, designata  Spitfire Mk.IX, dotata del motore Rolls Royce Merlin 61.
5. ↑  Il 31 ottobre abbatté due dei nuovi caccia Focke-Wulf Fw 190.
6. ↑  Al termine della campagna di Tunisia gli furono attribuiti l'abbattimento di un Bf 109, due Fw 190, e il danneggiamento di due Bf 109.
7. ↑  Durante questo ciclo operativo gli vennero attribuiti l'abbattimento di un Fw 190 e un Bf 109 il 15 luglio, e due Bf 109 il giorno 17.
8. ↑  Il I SS-Panzerkorps era al comando dell'Obergruppenführer Josef "Sepp" Dietrich.
9. ↑  Un francese che militava nelle file della F.A.F.L., fraterno amico dell'asso Pierre Clostermann.
10. ↑  Un neozelandese che militava nelle file della Royal Air Force.
11. ↑  Rommel fu rimosso dal comando dell'esercito sul fronte occidentale, solo per uccidersi il 14 ottobre in quanto fu ritenuto implicato nel complotto del 20 luglio che doveva uccidere Hitler.
12. ↑  La maggior parte delle fonti cita come anno di nascita di Le Roux il 1920, ma almeno una riporta il 1918. Per la data di morte la maggior parte delle fonti concorda sulla per il 19 settembre 1944, ma la CWGC afferma che è stato ucciso il 29 agosto 1944.

### Fonti
1. 1 2 3 4 5 6 7 8 9 10 11 12 13  Mattioli 2011, p. 12.
2. 1 2 3 4 5 6 7 8 9  Price 1995, p. 57.
3. 1 2 3  Delve 2007, p. 313.
4. 1 2 3  Mattioli 2011, p. 13.
5. ↑  Mattioli 2011, p. 15.
6. 1 2  Mattioli 2011, p. 14.
7. ↑  Supplemento a The London Gazette, Numero 35312 pubblicato il 14 ottobre 1941.
8. ↑  Secondo Supplemento a The London Gazette, Issue 35819 pubblicato l'8 dicembre 1942.
9. ↑  Supplemento a The London Gazette Issue 36084 pubblicato il 6 luglio 1943.

### Periodici
- Marco Mattioli, "Chris" Le Roux, l'uomo che attaccò Rommel, in Aerei nella Storia, n. 76, Parma, West-Ward Edizioni, febbraio-marzo 2011,  pp. 12-15, ISSN 1591-1071 (WC · ACNP).
- Supplement to The London Gazette Issue 35312 published on the 14 October 1941 -
- Second Supplement to The London Gazette Issue 35819 published on the 8 December 1942
- Supplement to The London Gazette Issue 36084 published on the 6 July 1943